# Toyota Blizzard
Toyota Blizzard — внедорожник, выпускавшийся компанией Toyota Motor Corporation с марта 1980 по 1990 год.

## Blizzard (LD10)
LD10 был представлен в марте 1980 года на базе Daihatsu Taft. Он оснащён 2,2-литровым дизельным двигателем L. До 1983 года передач было 4, а с 1983 года — 5.

## Blizzard (LD20)
LD20 выпускался с 1984 по 1990 год на базе Daihatsu Rugger. До 1985 года автомобиль оснащался 2,4-литровым дизельным двигателем 2L мощностью 83 л. с., а с 1985 года — двигателем 2L-T мощностью 96 л. с. Двигатель сочетался в паре с пятиступенчатой механической трансмиссией и двухступенчатой раздаточной трансмиссией. В 1987 году автомобиль прошёл рестайлинг.